# Minićevo
Minićevo (en serbe cyrillique : Минићево) est un village de Serbie situé dans la municipalité de Knjaževac, district de Zaječar. Au recensement de 2011, il comptait 699 habitants.

## Démographie

### Évolution historique de la population
| 1948 | 1953 | 1961 | 1971 | 1981  | 1991  | 2002 | 2011 |
| ---- | ---- | ---- | ---- | ----- | ----- | ---- | ---- |
| 468  | 486  | 838  | 914  | 1 138 | 1 026 | 828  | 699  |

|  |